# Joseph de Beaucaire
Pour les articles homonymes, voir Beaucaire.
Joseph de Beaucaire, dit le « marquis de Beaucaire », né le 27 septembre 1807 au château des Bordes à Couzon (Allier) et mort le 9 septembre 1879 à Cérilly (Allier), est une personnalité qui fait partie de la mémoire collective des habitants du Bourbonnais en tant que veneur et maître d'équipage en forêt de Tronçais et comme musicien traditionnel et joueur de musette.

## Biographie
Fils de Jean-Baptiste de Beaucaire et de Catherine Françoise Louise Le Borgne, il se rattache du côté maternel aussi bien que paternel à de vieilles familles de la noblesses du Bourbonnais. La famille bourbonnaise de Beaucaire a été notamment illustrée par François de Beaucaire (1514-1591), cardinal, évêque de Metz, théologien et historien.
Joseph de Beaucaire épouse le 17 juillet 1832 à Felletin (Creuse) Constance Morin d'Arfeuille, dont il a une fille, Marie Anne, en 1835. Son épouse, qui supporte mal l'infidélité et la manière de vivre de son mari, le quitte vers 1849 et part vivre dans une de ses propriétés en Creuse, où elle meurt en 1853. En 1849, d'une liaison passagère avec une paysanne, naît Gabriel Auboiron, qu'il ne reconnaît pas mais dont la filiation est de notoriété publique. Enfin, en 1863, il épouse sa gouvernante Marie Joséphine Murolle, qui reste à ses côtés jusqu'à sa mort.
Joseph de Beaucaire possède à l'époque de son mariage une grande fortune ; il a plusieurs châteaux comme La Pommeraie à Agonges (Allier), qu'il tient de sa mère, ou Liénesse à Neuilly-en-Dun (Cher), qui appartenait déjà à la famille de Beaucaire au XVIe siècle, ainsi que de nombreux domaines. Mais il mène grand train et dépense sans compter ; les terres doivent être vendues les unes après les autres. Il termine sa vie dans la pauvreté, après avoir tout dilapidé.
Il est inhumé au vieux cimetière de Cérilly.

## Renommée locale du « marquis » de Beaucaire
L'apparence de Joseph de Beaucaire a contribué à sa légende. C'était une force de la nature, par sa stature, sa corpulence et sa vigueur ; il avait une chevelure d'un blond flamboyant. « Ses cheveux étaient d'une abondance extrême, blonds ardents, ses énormes favoris franchement rouges encadraient un visage plein, jovial et pourtant dur, chaud de couleur comme un soleil de mars à son lever… ». « Quand il parlait, sa voix faisait trembler les vitres et ses gestes pouvaient faire croire qu'il était toujours prêt à enfoncer une porte. C'était un athlète peu ordinaire… courageux jusqu'à la témérité, capable de braver toutes les intempéries, toutes les fatigues. »
Joseph de Beaucaire était célèbre pour ses excentricités. « Il est entré dans la légende du pays de Tronçais par ses nombreuses excentricités : montant à cheval jusqu'au deuxième étage d'un hôtel, buvant du champagne dans une cuve à fromages remplie à ras bord, la liste de ses exploits fort originaux est très longue. »